# Niphadonyx przewalskyi
Niphadonyx przewalskyi – gatunek chrząszcza z rodziny ryjkowcowatych i podrodziny Molytinae.
Gatunek ten opisany został w 1887 roku przez Johannesa Fausta jako Cryptocerus Przewalskyi. Do rodzaju Niphadonyx przeniesiony został w 1987 roku przez Władimira W. Żerichina. Prawdopodobnie gatunek siostrzany N. affinis.
Chrząszcz o ciele długości od 6,5 do 7,2 mm (bez ryjka). Punktowanie na głowie gęste, mniej lub bardziej pomarszczone. Funiculus czułków dłuższy od trzonka i o członie pierwszym nieco dłuższym niż drugi. Przedplecze silnie podłużnie wypukłe, poza linią środkową grubo punktowane. Pokrywy silnie, podłużnie wysklepione; ich międzyrzędy nieregularnie i gęsto granulowane, a te z numerami 1, 3, 5 i 7 bardziej wyniesione niż pozostałe. Boczne płaty śródpiersia punktowane. Odnóża o udach pozbawionych ząbków i goleniach zwykle silnie spłaszczonych i rozszerzonych. Samiec oznacza się silnie zakrzywionym i ściętym na szczycie edeagusem.
Ryjkowiec znany z Tybetu i Qinghai.